# 天国の切符
『天国の切符』（てんごくのきっぷ）とは彩原そのの短編少女漫画作品およびそれを表題作とする短編集である。
本項目では短編集について概説した後に、短編漫画について解説を行う。

## 収録作品
- 天国の切符 （りぼんオリジナル2006年6月号掲載）
- Dear★ガールズ（りぼん2006年夏休み超びっくり大増刊号掲載）
- 流れ星のワルツ （りぼん2006年冬休みチャレンジ!大増刊号掲載）
- 恋猫 （りぼんオリジナル2005年10月号掲載）

## 所収
集英社「りぼんマスコットコミックス」
- 2006年11月発行 ISBN 978-4088567167

## 天国の切符

### あらすじ
塾の帰り、居眠りをして見知らぬ駅に着いてしまった日菜子。終電もなくなり、駅長さんの家に泊めてもらうことになるけど・・・。

### 登場人物
日菜子塾から帰る時つい居眠りをしてしまい、気が付いたら城山駅に着いていた。戻るための終電はもうすでに出ていて帰れなくなるが、駅長の計らいで彼の家に泊めてもらうことに。聖児の誘いで村の子供たちと遊んで楽しいひと時を過ごし、聖児から「2人のおじいさん」の話を聞き、自分を思ってくれている由紀絵に冷たい態度をとっていたことを反省する。実際、その村は過去の大規模な山林火災によって廃墟と化しており、しかも、一緒に遊んだ子たちと聖児はその災害で死亡していた。日菜子は再会を強く望んでいただけあって、それを知ったときに凄まじいショックを受け号泣する。
聖児
駅長の息子で、やや不器用だが、フレンドリーな男の子。新しい母親に戸惑い家に帰ることをためたっていた日菜子を「人にやさしくすれば、きっと自分も幸せになれるんだよ」と諭し、やさしさに素直になることが出来るようになり、新しい母親と打ち解けさせた。

## Dear★ガールズ

### あらすじ
くせ毛にコンプレックスをもつ真央が、なりたい人の姿に変われるカチューシャを手に入れて・・・。

### 登場人物
真央
モデルの早瀬あいに強く憧れる女の子。天然パーマである自分の髪の毛に劣等感を抱いており、クラスメートに「真央の髪形が好きだなんてウソよく言えるな」と言われたときに、ショックを受けたことを笑って誤魔化したために、より一層落ち込んでしまう。そんなとき、好きな人の姿になれる不思議なカチューシャを付けて憧れの早瀬あいに変身する。真央はこれで世界が変わって何でも出来ると思っていたが、実際はなんら変わっていないことに気づく。さらに、自分と同じくたくさん苦しんでいて、それでも前に進もうとしていたあい（下記参照）に心を打たれ、本当の自分に向き合うことによって世界を変えられることを確信した。
あい
「もっとも活躍している」と言われるほどの人気モデル。真央の第一印象は「思っていた通り、お姫様のようにかわいらしい」。しかし、あいの家での生活は想像とかけ離れたものだった。そして、「自分じゃない自分を演じ続けてまで『かわいい』と言われるのはもううんざり」と言い、日頃のうっぷんを爆発させる。髪を切り、「モデルを辞める」と一度は宣言するものの、中学3年生の頃に「あたしみたいにコンプレックスで悩んでいる女の子に勇気をあげられる素敵なモデルさんになりたい」とオーディションの時に言っていたことを思い出す。さらに真央に励まされ、これからもアイドルとして頑張ることを決意した。
トア
魔法の国から現れたなぞの男の子。明朗でかわいらしい子だが、力ずくでカチューシャを取ろうとしたりと、やや強引なところがある。思いつめていた真央をふっ切れさせることで、モデルを辞めようとしているあいのやる気を再び起こさせる、というキッカケを作った。